# Acianthera ophiantha
Acianthera ophiantha är en orkidéart som först beskrevs av Célestin Alfred Cogniaux, och fick sitt nu gällande namn av Alec M. Pridgeon och Mark W. Chase. Acianthera ophiantha ingår i släktet Acianthera och familjen orkidéer. Inga underarter finns listade i Catalogue of Life.

## Bildgalleri

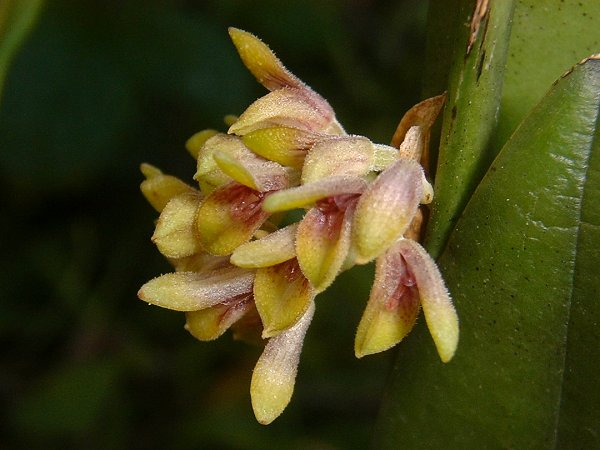
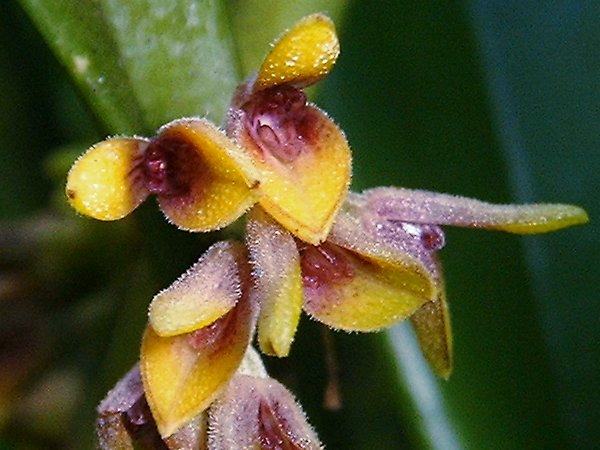
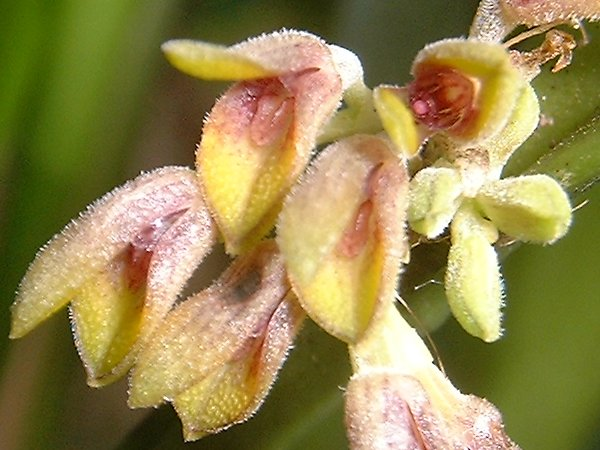
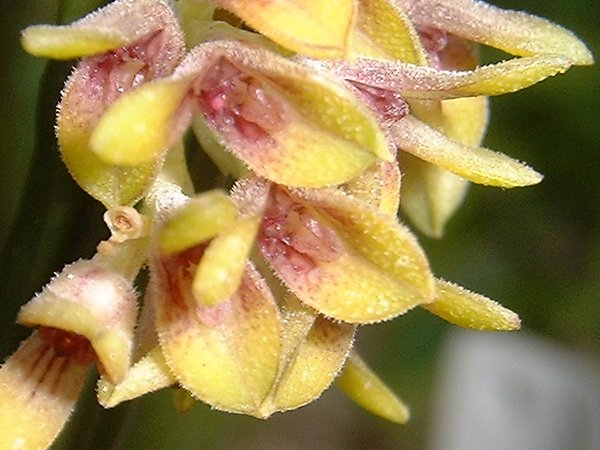
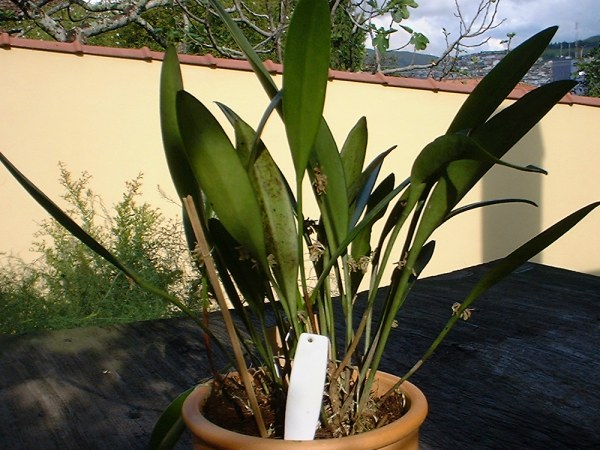
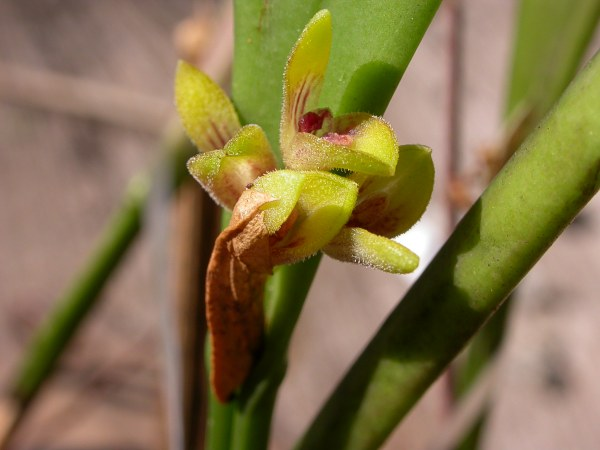